# Erethistoides vesculus
Erethistoides vesculus is een straalvinnige vissensoort uit de familie van de zuigmeervallen (Erethistidae). De wetenschappelijke naam van de soort is voor het eerst geldig gepubliceerd in 2012 door Ng, Ferraris & Neely.